# Lamprolia victoriae
Lamprolia victoriae là một loài chim được xếp trong họ Rhipiduridae hoặc trong họ Lamproliidae.
Loài chim đặc hữu Fiji này trông giống như một con chim thiên đường thu nhỏ nhưng trên thực tế lại có quan hệ họ hàng gần với rẻ quạt.
Nghiên cứu phát sinh chủng loài phân tử năm 2009 đặt nó như là loài chị em với Chaetorhynchus papuensis (chèo bẻo lùn/chèo bẻo đuôi quạt) ở vùng cao nguyên thuộc New Guinea, và hai loài này như là nhánh chị - em với rẻ quạt (Rhipiduridae). Tuy nhiên, ngay cả rẻ quạt cũng chỉ là các họ hàng xa. Jønsson et al. (2016) ước tính tổ tiên chung của hai nhánh chị - em này (Lamprolia victoriae + Chaetorhynchus papuensis và Rhipiduridae) đã xuất hiện khoảng 22 triệu năm trước, cho thấy việc xếp chúng trong họ riêng gọi là Lamproliidae là hợp lý hơn. Ngược lại, tổ tiên chung gần nhất của rẻ quạt thật sự dường như chỉ xuất hiện khoảng 15 triệu năm trước.
Nghiên cứu của Jønsson et al. (2018) lại cho thấy Lamprolia victoriae có quan hệ họ hàng gần hơn với Eutrichomyias rowleyi. Mặc dù Jønsson et al. (2018) đặt sự chia tách Lamproliidae/Rhipiduridae vào khoảng 18 triệu năm trước, nhưng Moyle et al. (2016) lại đặt sự chia tách này ở mức khoảng 13 triệu năm trước, phù hợp với việc đặt nó như là thành viên cơ sở của họ Lamproliidae thay vì chia tách nó như một họ đơn loài.